# Danny Hoesen
Daniel „Danny“ Hoesen (* 15. ledna 1991, Heerlen, Nizozemsko) je nizozemský fotbalový útočník, který v současnosti působí v klubu FC Groningen. Má nizozemskou matku a marockého otce.

## Klubová kariéra
V létě 2009 přešel z mládežnického týmu U19 do A-mužstva nizozemského klubu Fortuna Sittard, kde si 15. srpna 2009 připsal jeden start jako střídající hráč proti Go Ahead Eagles. Ještě téhož srpna odešel za 250 000 eur do anglického klubu Fulham FC, kde byl zařazen do rezervního týmu. Poté byl odeslán na hostování, nejprve do finského celku HJK Helsinki a následně do Fortuny Sittard.
V srpnu 2012 přestoupil do slavného nizozemského klubu AFC Ajax, kde podepsal tříletý kontrakt. V Ajaxu sklízel úspěchy, neboť s týmem vyhrál ligovou soutěž Eredivisie (2012/13), a Johan Cruijff Schaal (nizozemský Superpohár v roce 2013). 26. listopadu 2013 vstřelil vítězný gól v základní skupině Ligy mistrů UEFA proti FC Barcelona, Ajax vyhrál 2:1 a uchoval si naději na postup do osmifinále. V lednu 2014 odešel na půlroční hostování do řeckého PAOKu Soluň.
V létě 2014 přestoupil do FC Groningen. S  týmem vyhrál v sezóně 2014/15 nizozemský fotbalový pohár.

## Reprezentační kariéra
Hoesen byl členem nizozemských mládežnických výběrů U17 a U21.
V červnu 2013 byl nominován na Mistrovství Evropy hráčů do 21 let konané v Izraeli. 9. června se podílel jedním gólem na vysoké výhře Nizozemska 5:1 v základní skupině B nad Ruskem. Nizozemský tým si tímto výsledkem (a díky příznivé situaci v dalším utkání) zajistil účast v semifinále, kde vypadl po porážce 0:1 s Itálií.